# Iglesia católica bizantina albanesa

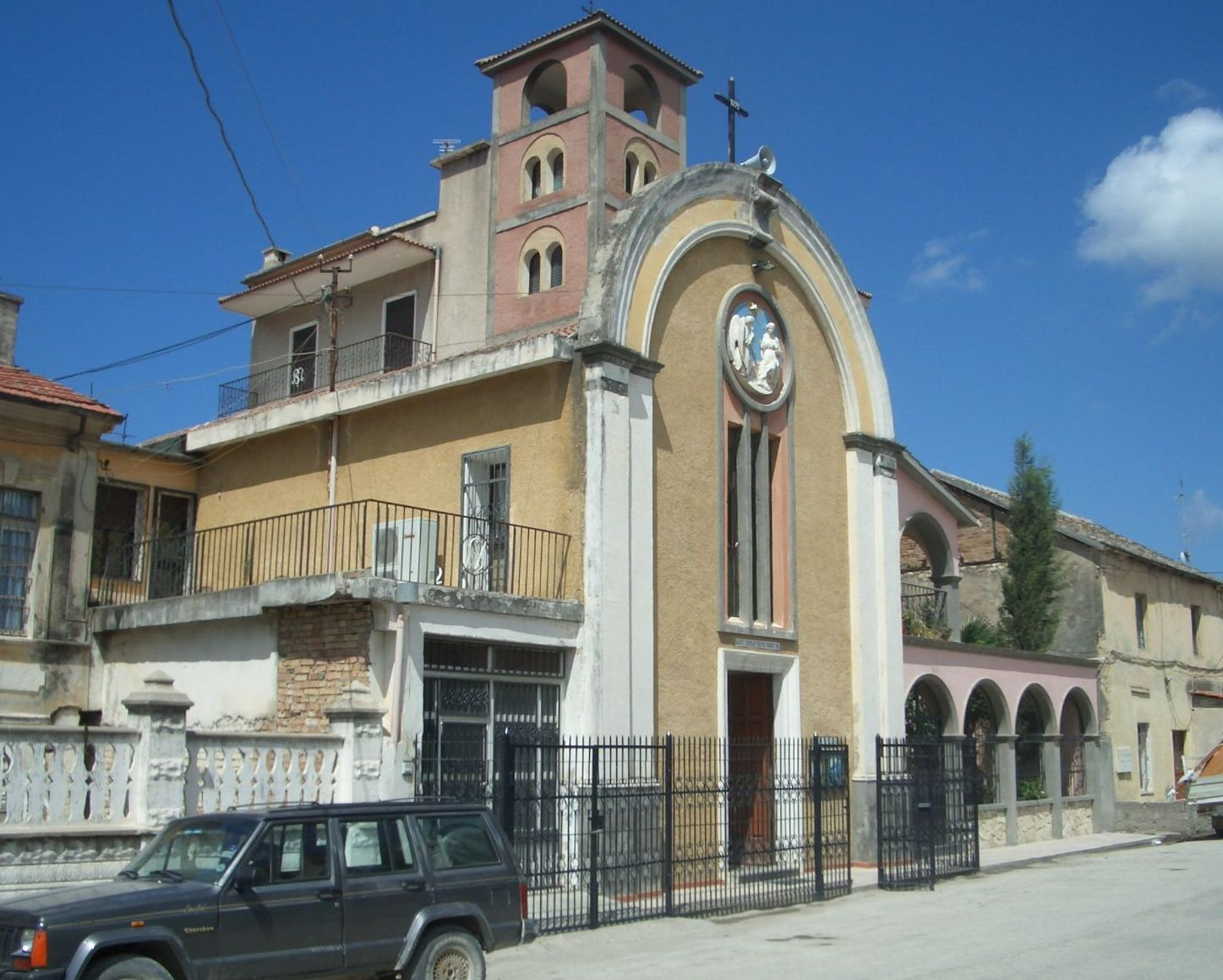
Iglesia católica en Vlora, Albania

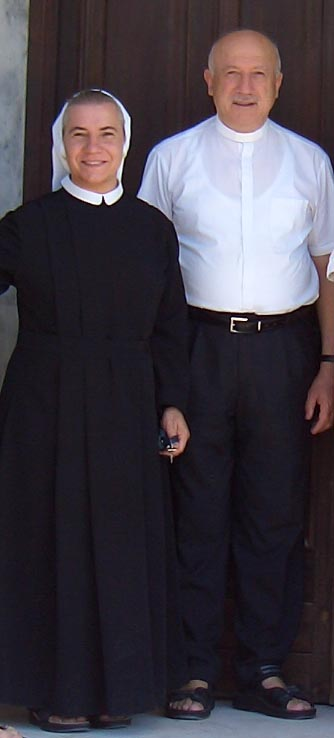
Administrador apostólico Hil Kabashi (hasta 2017)

La Iglesia católica bizantina albanesa o greco-católica albanesa (en latín: Ecclesiae Graecae Catholico Albanica, en albanés: Kisha Katolike Bizantine Shqiptare o Kisha Katolike Greke Shqiptare y en el Anuario Pontificio: Chiesa Albanese) fue la más reducida de las 24 Iglesias sui iuris integrantes de la Iglesia católica hasta que a partir del Anuario Pontificio 2020 ya no es clasificada como Iglesia particular sui iuris dentro de las Iglesias orientales católicas.
Es una agrupación de fieles de tradición litúrgica constantinopolitana (o bizantina) en la que utiliza como lenguaje litúrgico el albanés como lengua auxiliar la koiné. Sus escasos miembros viven en Elbasan en Albania y se congregan en lo que fuera la pequeña parroquia de San Pedro (Kisha Bizantine Shën Pjetri), cuyo templo estuvo en ruinas hasta que fue restaurado en 1996, asociada con una comunidad de Basilianas Hijas de Santa Macrina y sin sacerdote. La parroquia hace parte de la administración apostólica de Albania Meridional (en latín: Apostolica Administratio Albaniae Meridionalis), que es una circunscripción territorial que ya no es clasificada como de rito bizantino albanés, porque la mayoría de sus fieles son de rito latino incluyendo al obispo. Su sede se halla en la ciudad de Vlorë y desde el 25 de enero de 2005 es sufragánea de la arquidiócesis de Tirana-Durrës.

## Ilírico oriental
La conversión al cristianismo de Albania tuvo lugar bajo influencia latina en el norte del país y bajo influencia griega en el sur. Aunque el rito bizantino fue usado en muchas de sus iglesias, Albania fue parte del patriarcado de Roma hasta 731, cuando el emperador bizantino León III el Isáurico, en represalia por la oposición del papa Gregorio III a la política iconoclasta del emperador, anexó el Ilírico oriental al Patriarcado de Constantinopla. En 1054 se produjo el cisma que dividió a la Iglesia entre católica y ortodoxa. Después de la conquista otomana en el siglo XV, dos tercios de la población albanesa se convirtió o fue obligada a convertirse al islam. Católicos de rito latino se fueron estableciendo en el norte del país.

### Arzobispos griegos de Durrës hasta el cisma de 1054
- Eucario † (mencionado en 431)
- Lucas † (antes de 449-después de 458)
- Anónimo † (mencionado en 519)
- Mariano † (mencionado en 553 circa)
- Urbicio † (mencionado en 598)
- Sisinnio † (mencionado en 692)
- Nicéforo † (mencionado en 787)
- Antonio † (mencionado en 822 circa)
- Luciano † (mencionado en 879)
- Anónimo † (mencionado en 912/923 circa)
- Lorenzo † (antes de 1030-después de 1054)

## Primera misión basiliana en Albania
La primera comunidad de católicos bizantinos griegos y albaneses en lo que hoy es Albania fue una pequeña misión en Himarë (condado de Vlorë), una región montañosa inaccesible en la costa de Epiro en el sur de Albania, que resistió la ocupación otomana y se mantuvo semiindependiente. Tras pactar con la República de Venecia, el 12 de julio de 1577 representantes de Himarë escribieron una carta al papa Gregorio XIII solicitándole ayuda para la reconstrucción de su sede episcopal destruida por los otomanos, y a la vez expresaron su deseo de unirse a la Iglesia católica a cambio de mantener su tradición bizantina. El papa envió un visitador apostólico a Himarë, pero las dificultades del estado de guerra permanente de la región hicieron que la misión comenzara recién en 1632 con el monje basiliano bizantino chipriota Neofito Rodino, quien abrió una escuela en Vuno y predicó hasta enero de 1643. Rodino tenía el cargo de missionarius en Chimarram Albaniae.
El 6 de septiembre de 1660 el exarca del patriarca de Constantinopla en Venecia, el cretense Simón Láscaris, fue recibido en la Iglesia católica y se le otorgó el título de arzobispo de Durrës de los bizantinos (Archidioecesis Dyrrachiensis ritus byzantini). Láscaris continuó la misión en Himarë hasta su muerte el 19 de julio de 1689.
La siguiente misión basiliana bizantina en Himarë fue realizada por el monje del monasterio de Mezzojuso, Nilo Catalano. El 4 de enero de 1693 Catalano fue consagrado obispo en Roma y el papa le dio el título de arzobispo de Durrës de los bizantinos, viajando de inmediato a Albania para comenzar su misión en compañía del monje Filoteo Zassi. Se estableció en la villa de Dhërmi, en donde abrió una escuela y murió el 3 de junio de 1694. La misión fue continuada por Zassi, designado arzobispo titular de Durrës de los bizantinos el 30 de mayo de 1696, hasta su muerte el 26 de julio de 1726.
Le siguió el monje ítalo-albanés Giuseppe Schirò, quien se hallaba en la misión de Himarë desde 1716 y misionó hasta 1728. El papa Clemente XII le dio el título de arzobispo de Durrës de los bizantinos el 2 de marzo de 1736 en Roma, pero no regresó a Albania y mantuvo el título hasta su muerte el 2 de diciembre de 1769. La misión basiliana en Himarë fue finalizada sin éxito en 1765, pero el título de arzobispo de Durrës de los bizantinos continuó siendo otorgado por el papa a prelados de la curia romana: Giovanni Crisostomo de Clugny (26 de abril de 1770 - 30 de julio de 1795), Giuseppe Angeluni (14 de agosto de 1795-31 de marzo de 1816) y Thomas Basilius Tomaggian (9 de agosto de 1816-20 de mayo de 1835), y con su muerte se suprimió el título.

### Arzobispos titulares de Durrës de los bizantinos
- Simón Láscaris † (6 de septiembre de 1660-19 de julio de 1689 falleció) (arzobispo titular de Durrës y vicario apostólico de Himara)
- Nilo Catalano, O.S.B.M. † (24 de diciembre de 1692-3 de junio de 1694 falleció)
- Filoteo Zassi, O.S.B.M. † (30 de mayo de 1696-26 de julio de 1726 falleció)
- Giuseppe Schirò, O.S.B.M. † (22 de marzo de 1736-2 de diciembre de 1769 falleció)
- Giovanni Crisostomo de Clugny, O.F.M. Conv. † (26 de abril de 1770-30 de julio de 1795 falleció)
- Giuseppe Angeluni, O.S.B.M. † (14 de agosto de 1795-31 de marzo de 1816 falleció)
- Thomas Basilius Tomaggian, O.F.M. Conv. † (9 de agosto de 1816-20 de mayo de 1835 falleció)

## Formación de la Iglesia católica bizantina albanesa
En busca de la protección del Imperio austrohúngaro contra las conversiones masivas al islamismo ordenadas por el sultán Abdul Hamid II, en 1895 un grupo de ortodoxos del pueblo de Mali Shpati, al sureste de Elbasan, pidió un obispo católico para su rito, propuesta a la que los representantes consulares de Rusia y Montenegro plantearon objeciones a las autoridades civiles otomanas. Casi simultáneamente, en agosto de 1895 Jorgji Germanos, el archimandrita y vicario general del procatólico metropolitano ortodoxo de Durrës, junto con dos líderes comunitarios de la zona de Elbasan escribieron al arzobispo de Durrës, Primo Bianchi, expresando su deseo y el de 5000 fieles ortodoxos de ser recibidos en la Iglesia católica conservando su tradición litúrgica greco-bizantina y su patrimonio cultural. Bianchi envió la declaración al papa León XIII el 18 de agosto de 1897. Posteriormente Germanos escribió una carta a Roma renovando su solicitud, declarando que los ortodoxos de Elbasan y villas cercanas estaban listos para declarar la unión con la Iglesia católica. Sin embargo, no recibió respuesta. La llegada de dos delegados del arzobispo a Elbasan en febrero de 1898 alarmó a la jerarquía ortodoxa, que hizo que el cónsul de Rusia en Monastir y las autoridades otomanas realizaran promesas y ofrecimientos a los fieles para mantenerlos ortodoxos, logrando éxito. El 6 de abril de 1898 la Propaganda Fide comunicó a Bianchi la aceptación de la unión por el papa, previa renuncia a la ortodoxia y realización de una profesión de fe, quedando los fieles unidos bajo jurisdicción del arzobispo. Se estimaba que 22 villas ortodoxas de la zona de Shpat en la provincia de Elbasan y algunas familias de esa localidad serían parte de la unión. El 3 de febrero de 1899 el papa envió un visitador, pero fue arrestado en Berat y regresado a Roma. El 31 de marzo de 1900 Germanos y 20 familias de Elbasan fueron recibidos en la Iglesia católica, siendo designado su párroco por Bianchi. Debido a las dificultades para obtener la autorización otomana para construir una iglesia, al carecer de lugar de culto, en 1907 los fieles de Shpat retornaron a la ortodoxia. En 1912 Germanos informó que la misión tenía 120 fieles. El 28 de noviembre de 1912 Albania declaró su independencia, y a instancia del nuevo metropolitano ortodoxo, Germanos fue perseguido por las nuevas autoridades, arrestado y en 1914 exiliado a Italia. La comunidad greco-católica permaneció sin pastor hasta el retorno de Germanos luego de la ocupación italiana de Elbasan el 7 de octubre de 1918, encontrándola semidispersa.
Germanos murió en abril de 1929 y la iglesia de San Pedro (Kishës së Shën Pjetrit), la primera para los católicos bizantinos albaneses fue inaugurada el 25 de agosto, cuatro meses después de su muerte, por el archimandrita ítalo-albanés Pietro Scarpelli, enviado a construirla en mayo de 1928 con fondos donados por la agencia pontificia Catholic Near East Welfare Association (CNEWA). Scarpelli encontró que la comunidad se reducía a 15 familias de Elbasan y el 19 de septiembre de 1929 fue detenido y expulsado por la nueva monarquía albanesa del rey Zog I tras el establecimiento de la Iglesia ortodoxa albanesa. Los exsacerdotes ortodoxos Joan Toda y Naum Peqini fueron perseguidos por las autoridades y Peqini obligado regresar a la ortodoxia quedando sin pastor la misión. A instancia del primado ortodoxo muchos fieles fueron obligados a retornar a la ortodoxia por el gobierno y la iglesia cerrada. El 27 de septiembre Scarpelli pudo retornar a Albania luego de una protesta diplomática italiana y el 8 de octubre el rey le permitió junto a Toda retornar a Elbasan y reabrir la iglesia. El 25 de octubre de 1929 la iglesia fue cerrada nuevamente.
En junio de 1938 dos monjes del monasterio romano ítalo-griego de Santa María de Grottaferrata llegaron a Albania para realizar un informe de situación con vista a establecer una misión basiliana para asistir a los greco-católicos. Ellos visitaron tres centros greco-católicos. En Vlorë registraron 40 fieles en 10 familias, pastoreadas por el sacerdote bizantino Piero Pietro en la iglesia latina local; en Korçë había 60 fieles bizantinos pastoreados por Josif Papamihali y Kristo Trebicka; y en Elbasan 73 familias bizantinas.
El 7 de abril de 1939 se produjo la Invasión italiana de Albania y el 12 de abril fue anexada al Reino de Italia. El papa Pío XII estableció el 11 de noviembre de 1939 la administración apostólica del Sur de Albania con la bula Inter regiones, clasificada como de rito bizantino pero como jurisdicción territorial que incluye también a fieles latinos. La administración apostólica fue separada del territorio de la arquidiócesis de Durrës y puesta como sufragánea de la arquidiócesis de Shkodër. En 1940 el papa la puso temporalmente bajo el cuidado pastoral del delegado apostólico en Albania, arzobispo Leone Giovanni Nigris.

### Aniquilación de la Iglesia católica bizantina albanesa
En 1945 había cerca de 400 fieles greco-católicos cuando el delegado apostólico Nigris fue expulsado del país junto con los italianos tras la toma del poder por los comunistas en octubre de 1944. En 1946 todos los religiosos extranjeros fueron expulsados de Albania. La administración apostólica quedó a cargo del arzobispo de Durrës, Nikollë Vinçens Prennushi, desde 1946 hasta su muerte en prisión el 19 de marzo de 1949. La administración apostólica quedó vacante hasta 1992.
El líder de misión de la Iglesia greco-católica de Albania desde 1944 fue Josif Papamihali, quien fue detenido en Korçë el 31 de octubre de 1946 y condenado a cinco años de prisión y trabajos forzados. Murió enterrado vivo en un pantano el 26 de octubre de 1948.
La comunidad católica bizantina albanesa fue virtualmente extinguida después de que en 1967 Albania fuera declarada un estado ateísta. Los lugares de culto fueron cerrados, muchos religiosos fueron martirizados y los católicos fueron estigmatizados como fascistas por el Gobierno albanés.

### Renacimiento de la Iglesia católica bizantina albanesa
Al perder el poder los comunistas en Albania la libertad religiosa volvió a ejercerse en 1992, llegando el arzobispo Ivan Dias como nuncio apostólico en Albania, y el 3 de diciembre de 1996 el papa Juan Pablo II nombró al franciscano croata de rito latino Hil Kabashi como obispo de la administración apostólica de Albania Meridional, pero los casi 3500 feligreses eran casi todos de rito latino. Para 1998 no había parroquias ni sacerdotes para el puñado de fieles católicos bizantinos, pero luego fue establecida una pequeña parroquia bizantina en Elbasan en el lugar en el que fray Jorgji Germanos se estableció en 1900. Josif Papamihali fue beatificado en Shkodër el 5 de noviembre de 2016. Debido al escaso número de fieles, dejó de ser clasificada como Iglesia particular sui iuris a partir del Anuario Pontificio 2020.

## Santos

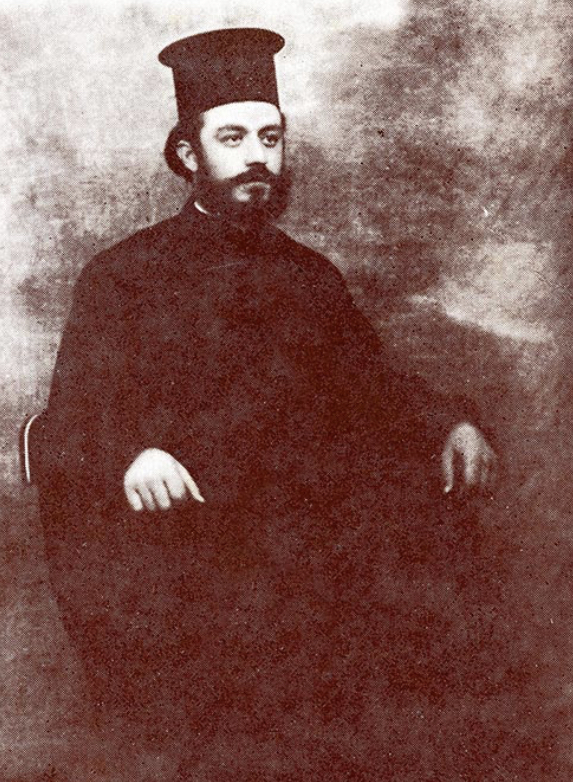
Beato papa Josif Papamihali (1912-1948)

- Beato papa Josif Papamihali † (1912-1948 fallecido), sacerdote albanés del rito bizantino, mártir de la Iglesia greco-católica albanesa. Fue arrestado, sentenciado a trabajar y brutalmente asesinado por la fe cristiana durante la dictadura comunista en Albania. Se formó en la comunidad monástica ítalo-albanesa de la abadía de Grottaferrata.

## Administración apostólica de Albania Meridional
La administración apostólica de Albania Meridional (Administratio Apostolica Albaniae Meridionalis) de acuerdo al Anuario Pontificio 2021 tenía a fines de 2020, 1922 fieles entre latinos y greco-católicos en 11 parroquias servidas por 2 sacerdotes diocesanos y 6 sacerdotes religiosos, contando además con 12 religiosos y 69 religiosas, que administran 10 escuelas y 20 instituciones caritativas. Su territorio comprende las prefecturas de Gjirokastër, Berat, Korçë, Elbasan, Fier y Vlorë. La procatedral de San Luis Gonzaga y Santa María (Kisha Katolike Shën Luigji Gonzaga dhe Shën Maria) se encuentra en la ciudad de Vlorë.

### Administradores apostólicos
- Leone Giovanni Battista Nigris † (11 de noviembre de 1939-1945 renunció) (arzobispo titular de Filippi y delegado apostólico de Albania)
- Beato Nikollë Vinçens Prennushi, O.F.M. † (1946-19 de marzo de 1949 falleció) (arzobispo de Durrës y delegado apostólico en Albania)
  - Sede vacante (1949-1992)[18]
- Ivan Dias † (1992-8 de noviembre de 1996 nombrado arzobispo de Bombay) (arzobispo titular de Rusubisir y nuncio apostólico en Albania)
- Hil Kabashi, O.F.M. (3 de diciembre de 1996-17 de junio de 2017 retirado) (obispo titular de Turres en Byzacena y administrador apostólico)
- Giovanni Peragine, B., desde el 15 de junio de 2017 (obispo titular de Fénice y administrador apostólico)[19]